# Consortium Unicode
Le consortium Unicode est une organisation privée sans but lucratif qui coordonne le développement du standard Unicode.

## Objectifs et moyens
Elle a pour objectif ambitieux de remplacer à terme les codages de caractères existants voire d'en créer de nouveaux (par exemple pour répondre aux besoins de numérisation d'ouvrages ou documents anciens).
À côté de son objectif initial, l’organisation coordonne divers travaux de standardisation techniques, dont le développement de données de localisation de logiciels, comme le projet CLDR, avec son « propre comité technique CLDR. »

## Normalisation
Le consortium œuvre aujourd’hui en coordination, via son propre « comité technique Unicode » (UTC) aux travaux de normalisation de l’ISO dans ce domaine pour la norme ISO/CEI 10646 avec laquelle le standard Unicode a fusionné son répertoire universel de caractères codés (après avoir pendant un temps limité développé un standard Unicode 1.0 incompatible et désormais obsolète).
Le consortium est aussi le bureau d’enregistrement officiel de quelques normes ISO relatives à ce domaine, telle que la norme ISO/CEI 15924.
En 2023, les parties prenantes ayant des droits de votes dans le processus sont : Adobe, Airbnb, Amazon, Apple, le Conseil informatique du Bangladesh, Meta, Google, Microsoft, le Ministère des dotations et des affaires religieuses d'Oman, International Emerging Technology Company, Netflix, Salesforce, l'Académie virtuelle Tamoul et l'Université de Californie à Berkeley ; tandis qu'entre autres Emojipedia (en), .bzh, IBM, Spotify sont membres associés. En 2016, Oracle, Symantec, Huawei, Monotype Corporation, SAP ou encore le gouvernement indien avaient des droits de vote.